# Istanbul Cup 2018
L'Istanbul Cup 2018, anche conosciuto come TEB BNP Paribas İstanbul Cup per motivi di sponsorizzazione, è stato un torneo di tennis giocato sulla Terra rossa. È stata l'11ª edizione dell'Istanbul Cup, che fa parte della categoria International nell'ambito del WTA Tour 2018. Si è giocato alla Koza World of Sports di Istanbul, in Turchia, dal 23 al 29 aprile 2018.

## Partecipanti

### Teste di serie
| Nazionalità | Giocatrice          | Ranking* | Testa di serie |
| ----------- | ------------------- | -------- | -------------- |
| Danimarca   | Caroline Wozniacki  | 2        | 1              |
| Russia      | Svetlana Kuznetsova | 28       | 2              |
| Polonia     | Agnieszka Radwańska | 29       | 3              |
| Cina        | Zhang Shuai         | 30       | 4              |
| Russia      | Ekaterina Makarova  | 32       | 5              |
| Romania     | Sorana Cîrstea      | 34       | 6              |
| Romania     | Irina-Camelia Begu  | 38       | 7              |
| Bielorussia | Aryna Sabalenka     | 47       | 8              |

* Ranking al 16 aprile 2018.

### Altre partecipanti
Le seguenti giocatrici hanno ricevuto una wild card per il tabellone principale:
- Ayla Aksu
- Çağla Büyükakçay
- İpek Öz

Le seguenti giocatrici sono passate dalle qualificazioni:

- Valentina Ivachnenko
- Dalila Jakupovič
- Anna Kalinskaja
- Danka Kovinić
- Arantxa Rus
- Viktoriya Tomova

### Ritiri
Prima del torneo
- Beatriz Haddad Maia → sostituita da  Christina McHale
- Kateryna Kozlova → sostituita da  Ajla Tomljanović
- Tatjana Maria → sostituita da  Sara Errani
- Naomi Ōsaka → sostituita da  Polona Hercog

Durante il torneo
- Kateryna Bondarenko
- Agnieszka Radwańska
- Caroline Wozniacki

## Punti
| Evento    | V   | F   | SF  | QF | 2T   | 1T | Q    | Q2   | Q1   |
| Singolare | 280 | 180 | 110 | 60 | 30   | 1  | 18   | 12   | 1    |
| Doppio    | 280 | 180 | 110 | 60 | N.D. | 1  | N.D. | N.D. | N.D. |

## Montepremi
| Evento    | V       | F       | SF      | QF     | 2T     | 1T     | Q    | Q2     | Q1   |
| Singolare | $43,000 | $21,400 | $11,500 | $6,175 | $3,400 | $2,100 | N.D. | $1,020 | $600 |
| Doppio    | $12,300 | $6,400  | $3,435  | $1,820 | N.D.   | $960   | N.D. | N.D.   | N.D. |

## Campionesse

### Singolare
Pauline Parmentier ha battuto in finale  Polona Hercog con il punteggio di 6-4, 3-6, 6-3.
- È il terzo titolo in carriera per la Parmentier, il primo della stagione.

### Doppio
Liang Chen /  Zhang Shuai hanno battuto in finale  Xenia Knoll /  Anna Smith con il punteggio di 6-4, 6-4.